# Pravíkov
Pravíkov (německy Prawikow) je malá vesnice, část města Kamenice nad Lipou v okrese Pelhřimov. Nachází se asi 4 km na severovýchod od Kamenice nad Lipou. Prochází zde silnice I/34. V roce 2009 zde bylo evidováno 42 adres. V roce 2001 zde trvale žilo 67 obyvatel.
Pravíkov je také název katastrálního území o rozloze 10,82 km2.

## Historie
První písemná zmínka o vesnici pochází z roku 1359.
V letech 1850–1890 k vesnici patřil Babín.

## Další fotografie

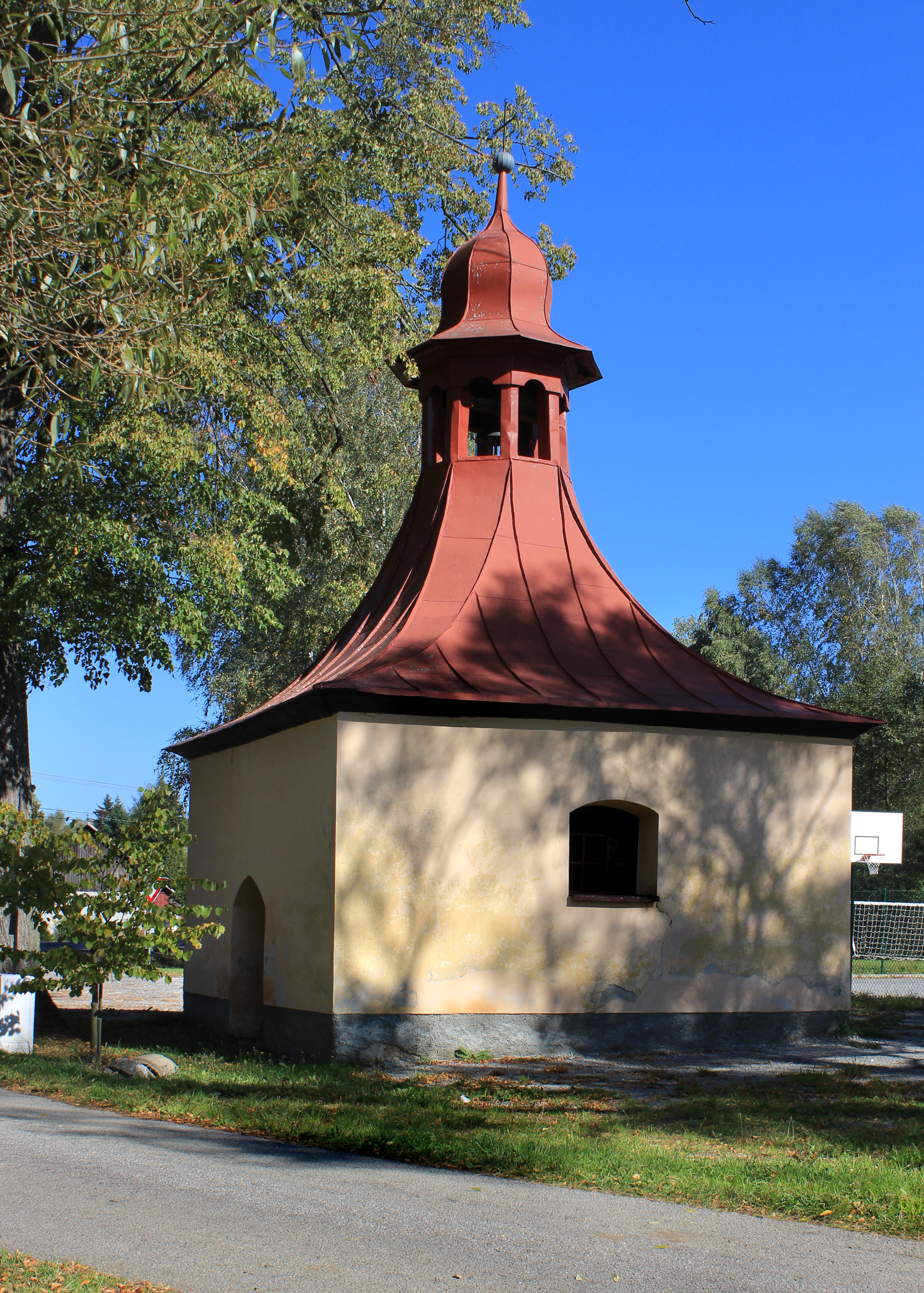
Kaple u hřiště
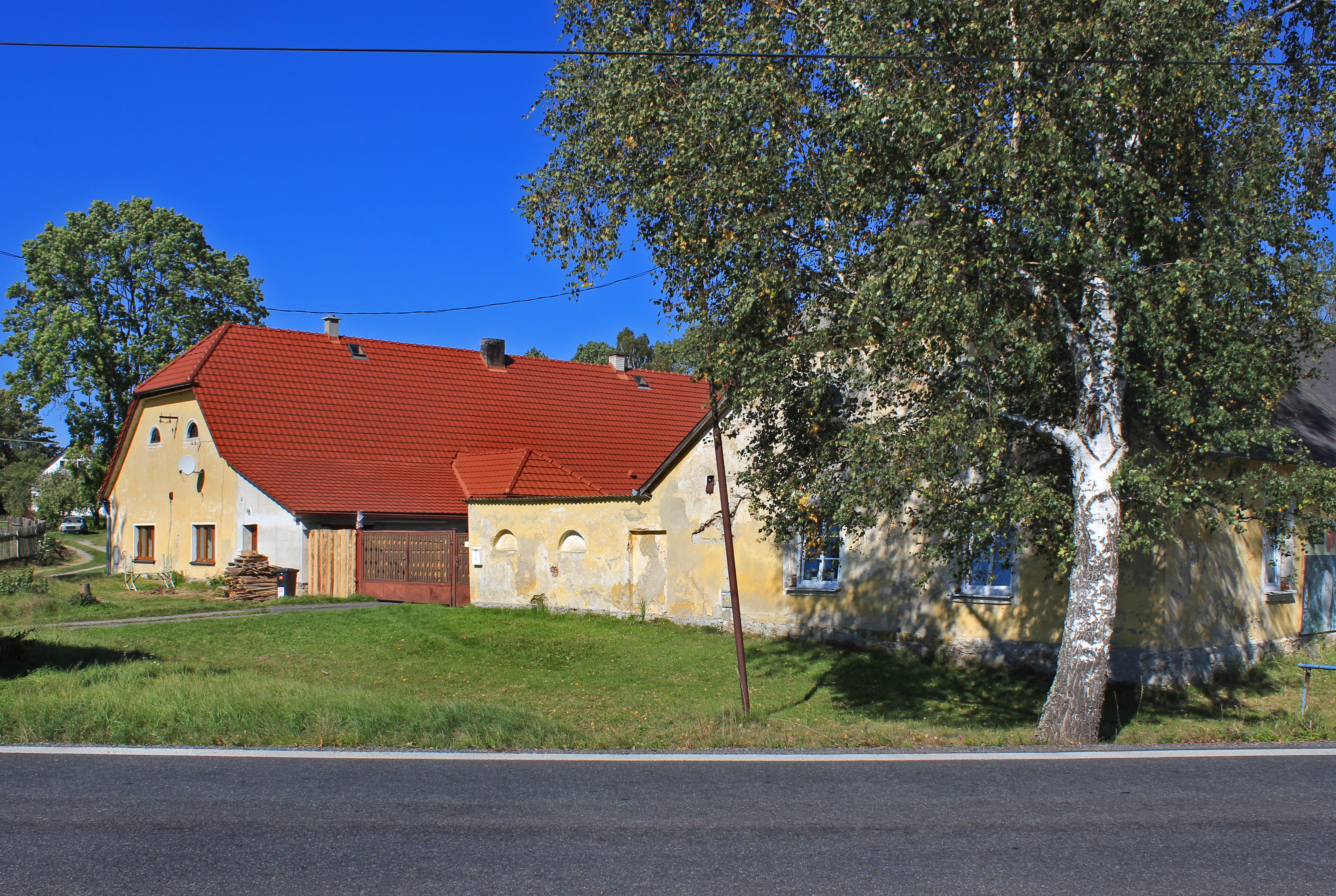
Dům čp. 1
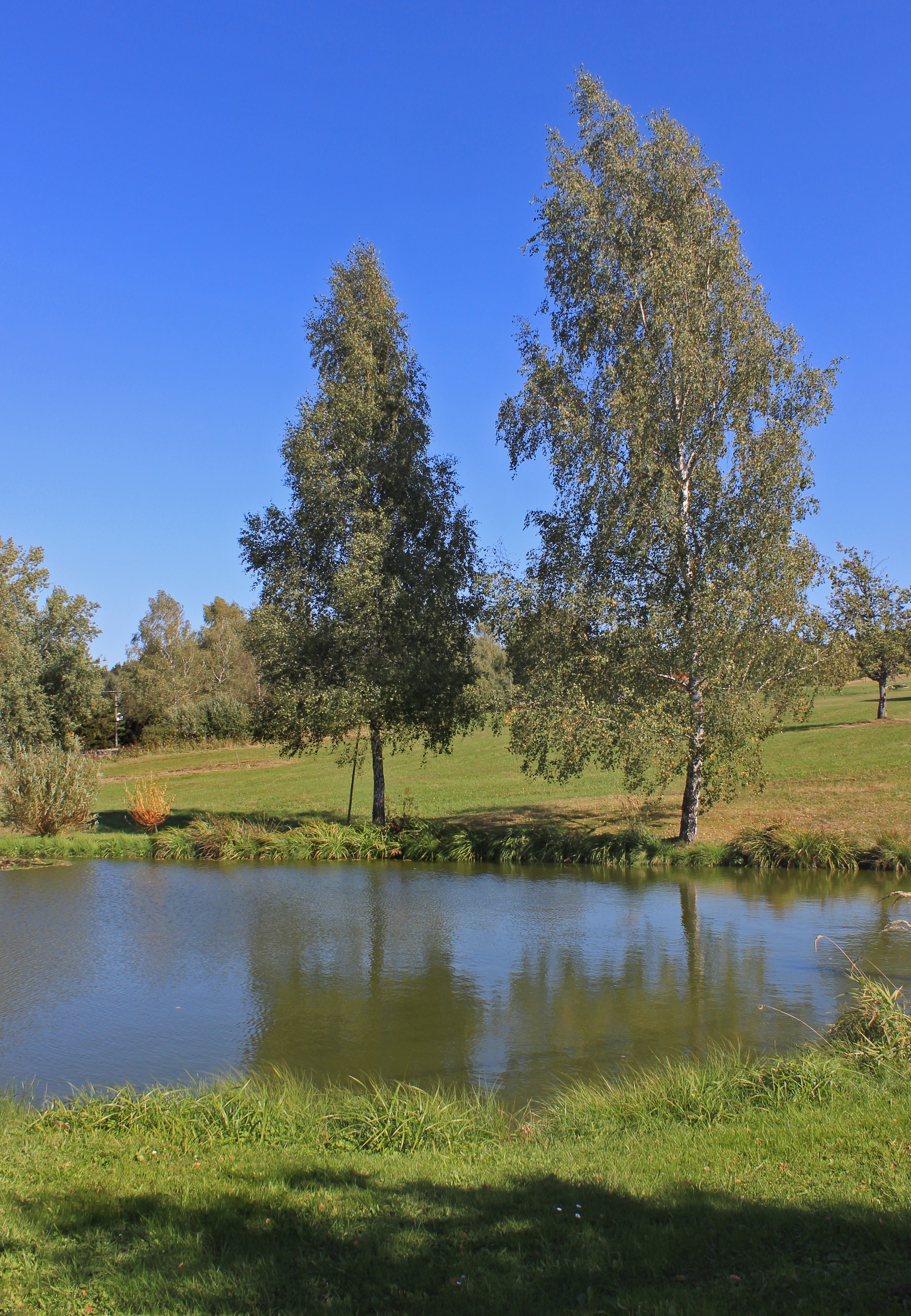
Malý rybník nad hřištěm
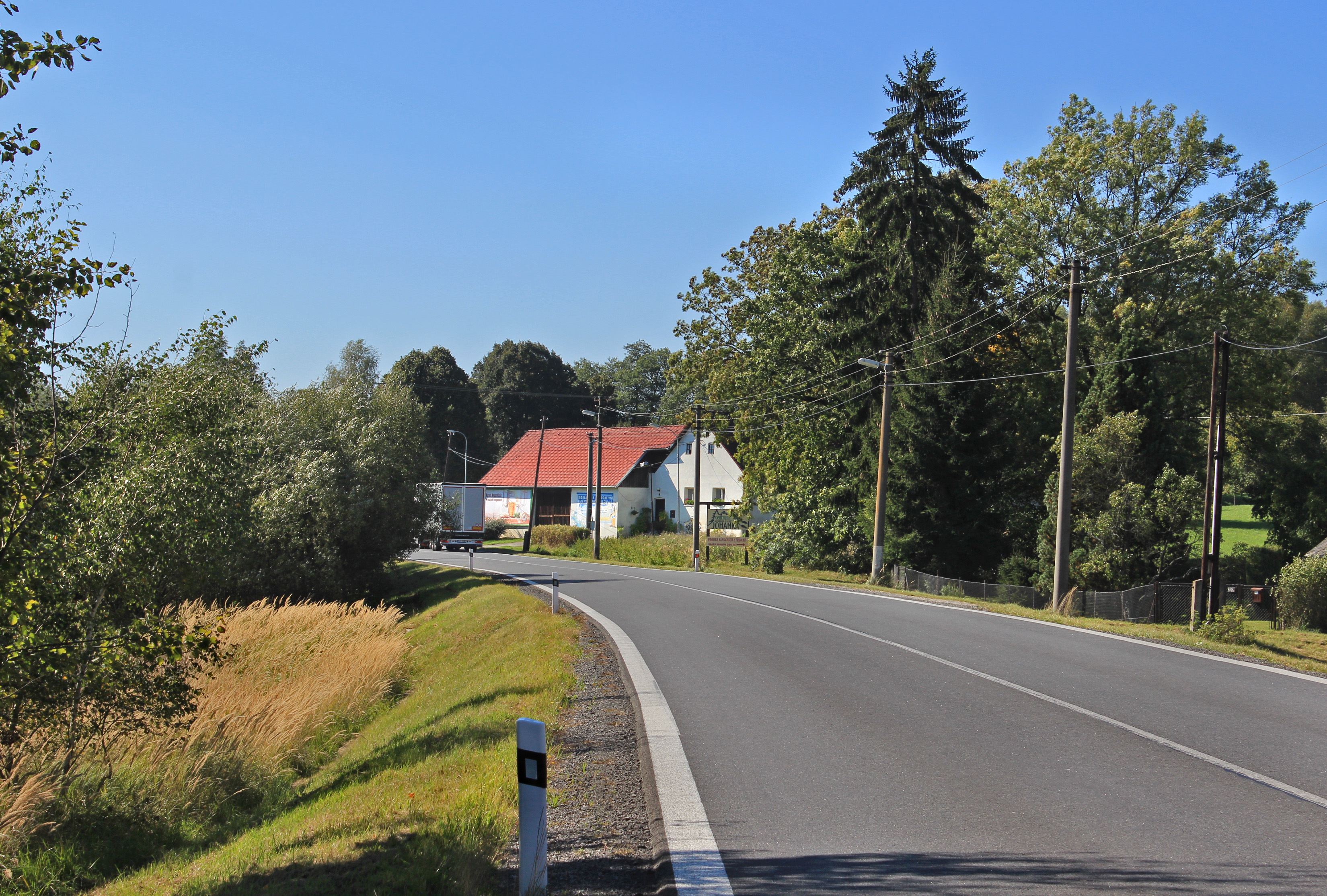
Silnice I. třídy 34